# Tống Y Nhân
Tống Y Nhân (Tiếng Trung: 宋伊人; bính âm: Sòng yīrén; sinh ngày 7 tháng 5 năm 1993), còn được biết đến với tên Ireine Song, cô là một diễn viên điện ảnh và truyền hình Trung Quốc. Cô nổi tiếng với các vai diễn Tang Tang trong "Tương Dạ" (2018), Hà Bất Túy trong "Cô gái nhìn thấy mùi hương" (2019).

## Tiểu sử
Tống Y Nhân sinh tại thành phố Tế Nam, tỉnh Sơn Đông, Trung Quốc. Cô định cư ở Canada cùng với cha mẹ khi mới 8 tuổi, và sau 3 năm thì trở về Trung Quốc do sự chuyển giao công việc của ba mẹ, đến năm 16 tuổi, cô trở lại Canada một mình để học cấp 3.
Năm 2011, Tống Y Nhân 18 tuổi, cô được nhận vào một trường đại học Canada để theo học ngành thiết kế thời trang, nhưng vài tháng sau cô quyết định tạm dừng việc học và trở về Trung Quốc để thi nghệ thuật, cuối cùng cô được nhận vào Học viện Điện ảnh Bắc Kinh khoa biểu diễn.

## Sự nghiệp
Vào ngày 7 tháng 8 năm 2015, bộ phim điện ảnh "Tân bộ bộ kinh tâm" do Trần Ý Hàm và Đậu Kiêu đóng chính được phát hành, tuy Tống Y Nhân đóng vai phụ nhưng cũng gây được sự chú ý tương đối. Cùng năm, cô tham gia vào chương trình thực tế về du lịch "Let's go".    
Vào tháng 5 năm 2016, cô tham gia quay bộ phim thanh xuân hiện đại "Đẹp nhất khi lần đầu gặp gỡ". Ngày 28 tháng 7, bộ phim điện ảnh "Hẹn em nơi ấy" được phát hành. Ngày 22 tháng 8, bộ phim "Nhật ký trưởng thành của Nữ Oa" do cô đóng vai chính được phát sóng trên Tencent Video. Ngày 2 tháng 12, cô tham gia bộ phim võ thuật lãng mạn "Thần kiếm".
Vào ngày 19 tháng 5 năm 2017, bộ phim điện ảnh tình cảm "Mỹ dung châm" mà Tống Y Nhân tham gia đã được công chiếu.
Vào ngày 31 tháng 10 năm 2018, bộ phim truyền hình cổ trang "Tương Dạ" mà cô đóng vai chính cùng với Trần Phi Vũ được ra mắt trên Tencent Video.
Vào ngày 7 tháng 11 năm 2019, bộ phim giả tưởng tình yêu đô thị "Cô gái nhìn thấy mùi hương" do cô cùng Cung Tuấn đóng vai chính được phát sóng trên IQIYI. Vào ngày 19 tháng 12, cô đã giành được giải thưởng "Nữ diễn viên chính xuất sắc nhất (phim chiếu mạng)"  tại Lễ trao giải Diễn viên giỏi Trung Quốc thường niên lần thứ 6.
Vào ngày 13 tháng 1 năm 2020, bộ phim giả tưởng cổ trang "Tương Dạ 2" đóng cùng Vương Hạc Đệ được phát sóng trên Tencent Video. Ngày 10 tháng 4, bộ phim "Em là người tốt nhất thế gian" do cô đóng vai chính được phát sóng trên Youku. Ngày 17 tháng 10, bộ phim "Tôi độc thân dựa vào thực lực" do cô đóng chính được phát sóng trên Youku. Ngày 25 tháng 11, tham gia đóng vai chính trong bộ phim cổ trang "Lần thứ hai gặp gỡ".
Vào ngày 28 tháng 9 năm 2021, cô đóng vai chính trong bộ phim cổ trang "Tương tư cổ lý tẫn tương tư".

## Danh sách phim

### Phim điện ảnh
| Năm  | Tựa đề                             | Tựa đề tiếng Trung | Vai diễn                      | Ghi chú   |
| ---- | ---------------------------------- | ------------------ | ----------------------------- | --------- |
| 2015 | Tình yêu thứ ba                    | 第三种爱情         | Cao Triển Kỳ                  | Vai phụ   |
| 2015 | Tân bộ bộ kinh tâm                 | 新步步惊心         | Ngọc Đàn                      | Vai phụ   |
| 2016 | Hẹn em nơi ấy                      | 六弄咖啡馆         | Y Nhân                        | Vai phụ   |
| 2016 | Kiếm của tam thiếu gia / Thần kiếm | 三少爷的剑         | Mộ Dung Thu Địch (thiếu niên) | Vai phụ   |
| 2017 | Mỹ dung châm                       | 美容针             | Hạ Bách Hợp                   | Vai phụ   |
| 2017 | Căn phòng cuối cùng                | 最后一间房         | Nhược Nhất                    | Vai chính |

### Phim truyền hình
| Năm  | Tựa đề                         | Tựa đề tiếng Trung | Vai diễn                     | Bạn diễn         | Ghi chú   |
| ---- | ------------------------------ | ------------------ | ---------------------------- | ---------------- | --------- |
| 2016 | Nhật ký trưởng thành của Nữ Oa | 女娲成长日记       | Phong Tiểu Tiểu (Nữ Oa)      |                  | Vai chính |
| 2018 | Tương Dạ                       | 将夜               | Tang Tang                    | Trần Phi Vũ      | Vai chính |
| 2018 | Thời gian dạy anh cách yêu em  | 时光教会我爱你     | Lâm Lộc                      | Nghiêm Vũ Hào    | Vai chính |
| 2019 | Cố gắng lên, thiếu niên!       | 奋斗吧，少年！     | Tề Anh                       |                  | Vai phụ   |
| 2019 | Cô gái nhìn thấy mùi hương     | 看见味道的你       | Hà Bất Túy                   | Cung Tuấn        | Vai chính |
| 2020 | Tương Dạ 2                     | 将夜2              | Tang Tang                    | Vương Hạc Đệ     | Vai chính |
| 2020 | Em là người tốt nhất thế gian  | 全世界最好的你     | Lâm Hề Trì                   | Trương Diệu      | Vai chính |
| 2020 | Tôi độc thân dựa vào thực lực  | 我凭本事单身       | Nguyên Thiển                 | Đặng Siêu Nguyên | Vai chính |
| 2022 | Chàng Trai Calorie Của Tôi     | My Calorie Boy     | Lục Tiểu Bạch                |                  | Vai Phụ   |
| TBA  | Đẹp nhất khi lần đầu gặp gỡ    | 最美不过初相见     | Lư Gia Gia                   |                  | Vai phụ   |
| TBA  | Hoa Thanh Ca                   | 花青歌             | Hoa Thanh Ca                 | Đinh Trạch Nhân  | Vai chính |
| TBA  | Lần thứ hai gặp gỡ             | 第二次初见         | Tề Xuân Kiều / Cố Thanh Kiều | Quách Tuấn Thần  | Vai chính |
| TBA  | Cô ấy độc nhất vô nhị          | 独一有二的她       | Hác Tịnh                     | Trương Vân Long  | Vai chính |
| TBA  | Tương tư cổ lý tẫn tương tư    | 相思蛊里烬相思     | Hạ Cửu Linh                  | Vương Hữu Thạc   | Vai chính |

## Chương trình tạp kỹ
| Năm  | Kênh        | Tên chương trình    | Tựa đề tiếng Trung | Ghi chú                      |
| ---- | ----------- | ------------------- | ------------------ | ---------------------------- |
| 2013 | Hồ Nam TV   | Ngày ngày tiến lên  | 天天向上           | Khách mời                    |
| 2013 | Giang Tô TV | Phi thường liễu đắc | 非常了得           | Tham gia                     |
| 2016 | Vân Nam TV  | Let`s go            | 出发吧我们         | Chương trình thực tế du lịch |

## Âm nhạc

### Tham gia MV
| Năm  | Tên bài hát             | Tựa đề tiếng Trung | Ca sĩ          | Tham khảo |
| ---- | ----------------------- | ------------------ | -------------- | --------- |
| 2013 | Hoa cắm sai chỗ         | 花插错了地方       | Đàm Kiệt Hi    |           |
| 2013 | Chia tay về sau làm bạn | 分手以后做朋友     | Đinh Thiếu Hoa |           |

## Giải thưởng
| Năm  | Lễ trao giải                                                 | Giải thưởng                                        | Tác phẩm                      | Kết quả   | Tham khảo |
| ---- | ------------------------------------------------------------ | -------------------------------------------------- | ----------------------------- | --------- | --------- |
| 2019 | Lễ trao giải Diễn viên giỏi truyền hình Trung Quốc lần thứ 6 | Nữ diễn viên chính xuất sắc nhất (phim chiếu mạng) | Tương dạ                      | Đoạt giải | [ 12 ]    |
| 2019 | Lễ trao giải Diễn viên giỏi truyền hình Trung Quốc lần thứ 6 | Nữ diễn viên giỏi của truyền hình Trung Quốc       |                               | Đoạt giải | [ 12 ]    |
| 2020 | Liên hoan phim lần thứ 4                                     | Nữ diễn viên tiềm năng của năm                     | Em là người tốt nhất thế gian | Đoạt giải | [ 18 ]    |